# Prowincja Terni
Prowincja Terni (wł. Provincia di Terni) – prowincja we Włoszech. 
Nadrzędną jednostką podziału administracyjnego jest region (tu: Umbria), a podrzędną jest gmina.
Liczba gmin w prowincji: 33, spośród których najwięcej mieszkańców i największą powierzchnię ma gmina-miasto Terni (ponad 111 tys. mieszkańców na 211,9 km²).

## Historia
Od drugiego tysiąclecia p.n.e. tereny prowincji zamieszkane były przez plemię Umbrów, jednak wraz z rozwojem kultury etruskiej, to właśnie Etruskowie stali się na tych terenach ludem dominującym. W 299 r. p.n.e. tereny prowincji zostały zajęte przez Republikę Rzymską.
Po upadku Cesarstwa Rzymskiego, tereny te dostały się pod okupację Longobardów. W 575 roku Umbria weszła w skład Księstwa Spoleto. W 1257 roku na terenie prowincji obóz posiadali Landsknechci biorący udział w Sacco di Roma.
Na przełomie XIX i XX wieku, w wyniku industrializacji, doszło do znacznego wzrostu liczby mieszkańców - z 15 tysięcy w 1881 roku do 40 tysięcy w 1921 roku. W 1926 roku, na mocy królewskiego dekretu, wydzielono prowincję Terni.

## Przykładowe zabytki

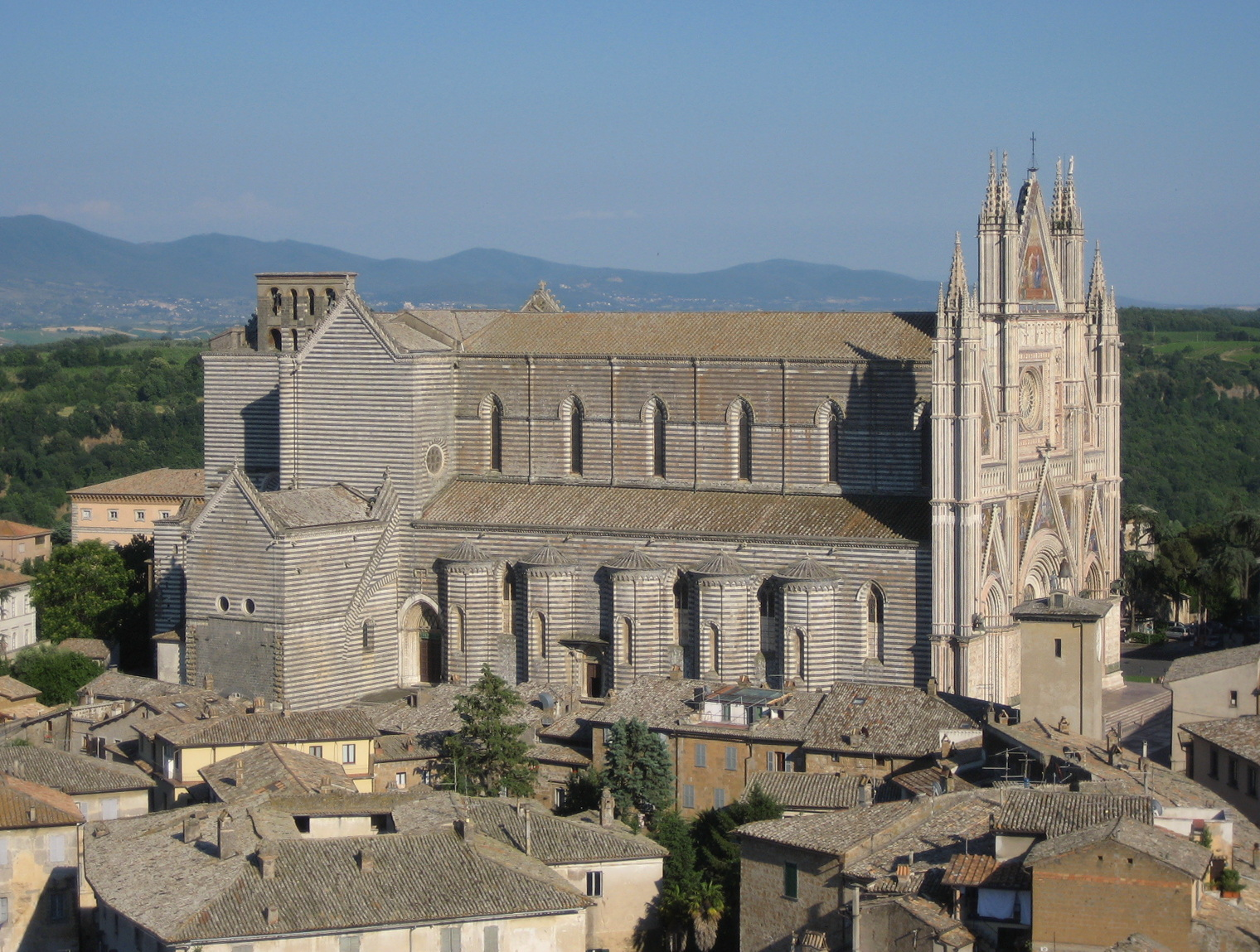
Katedra w Orvieto
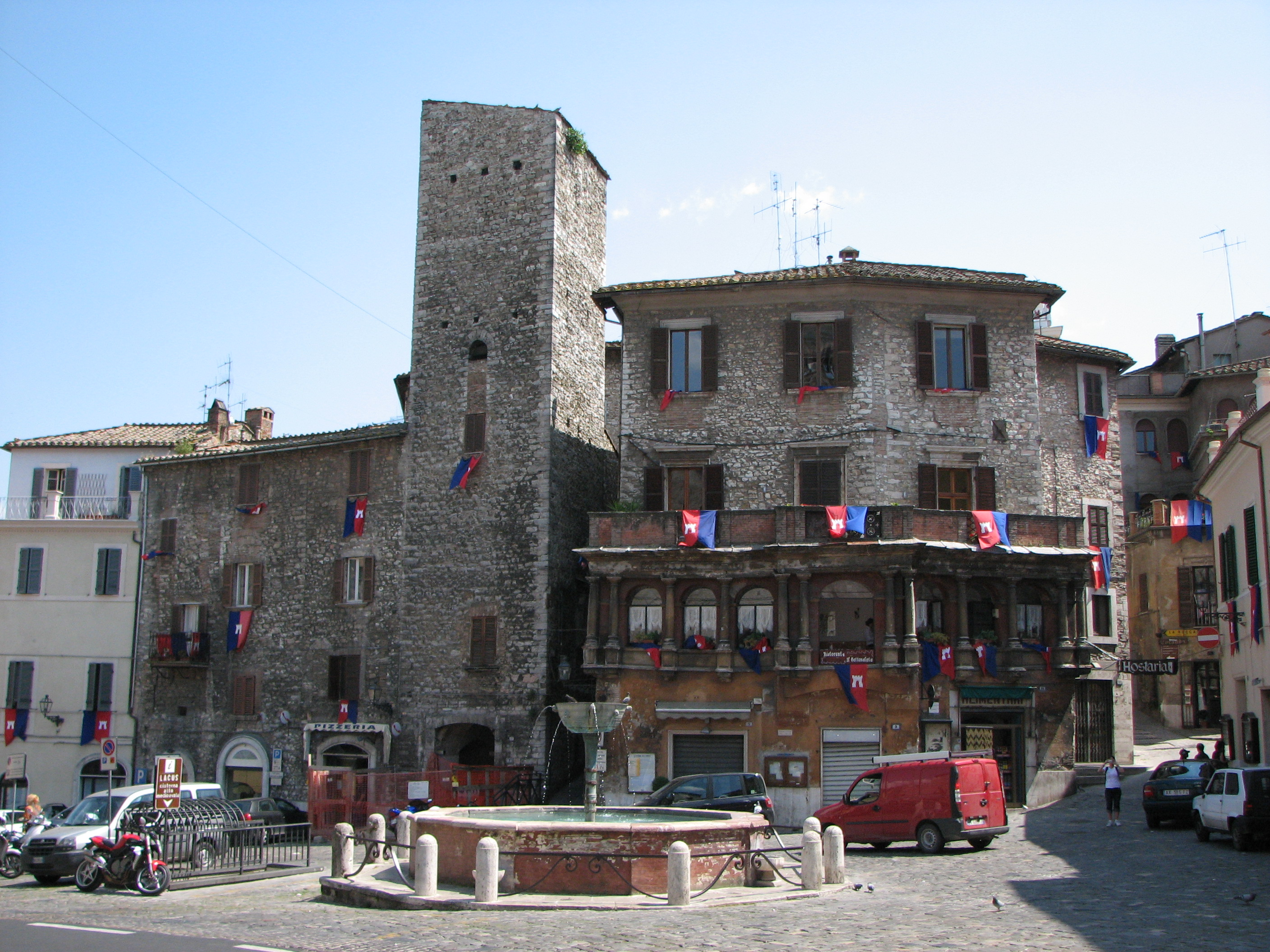
Główny plac miejski w Narni
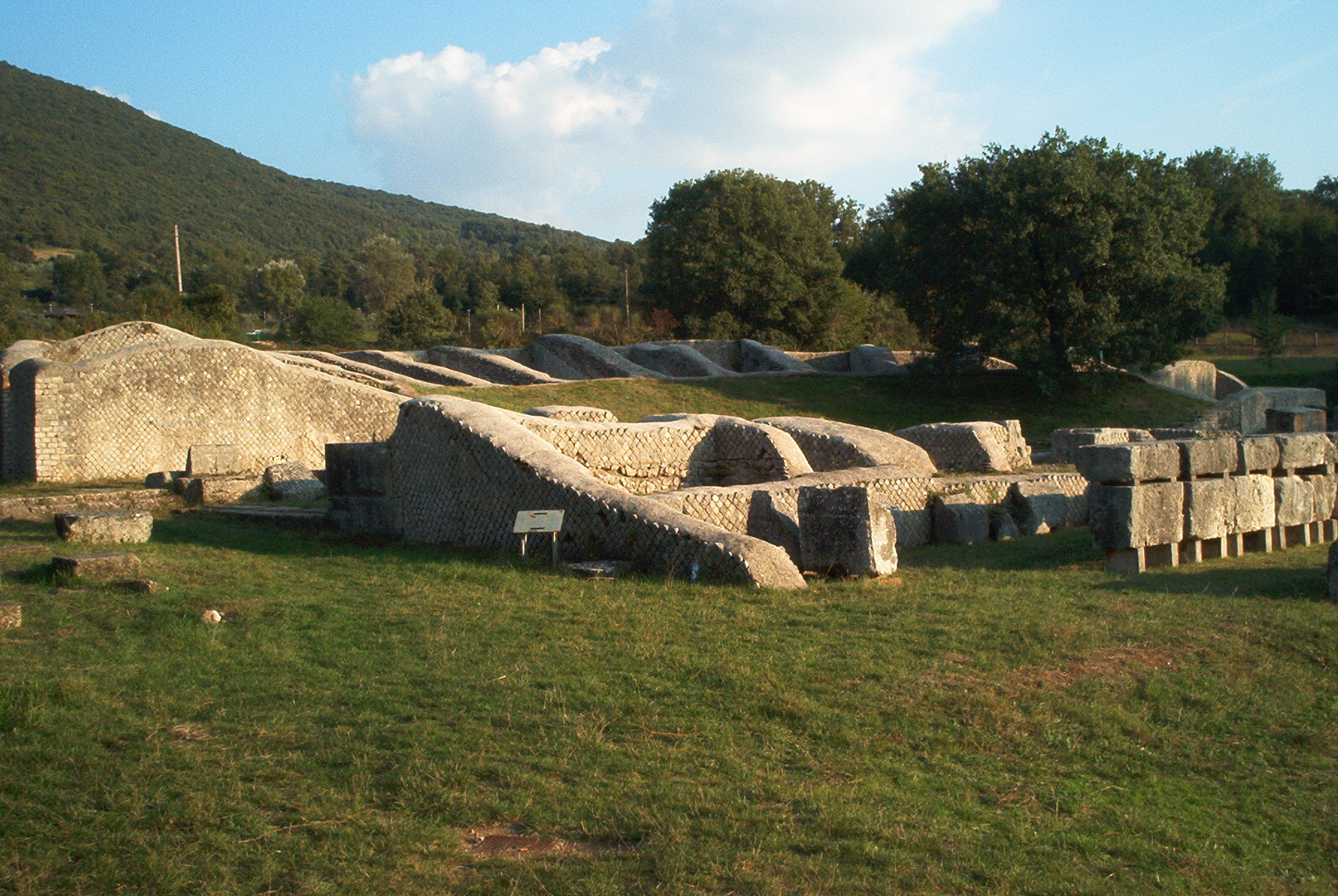
Starożytny amfiteatr w Carsulae
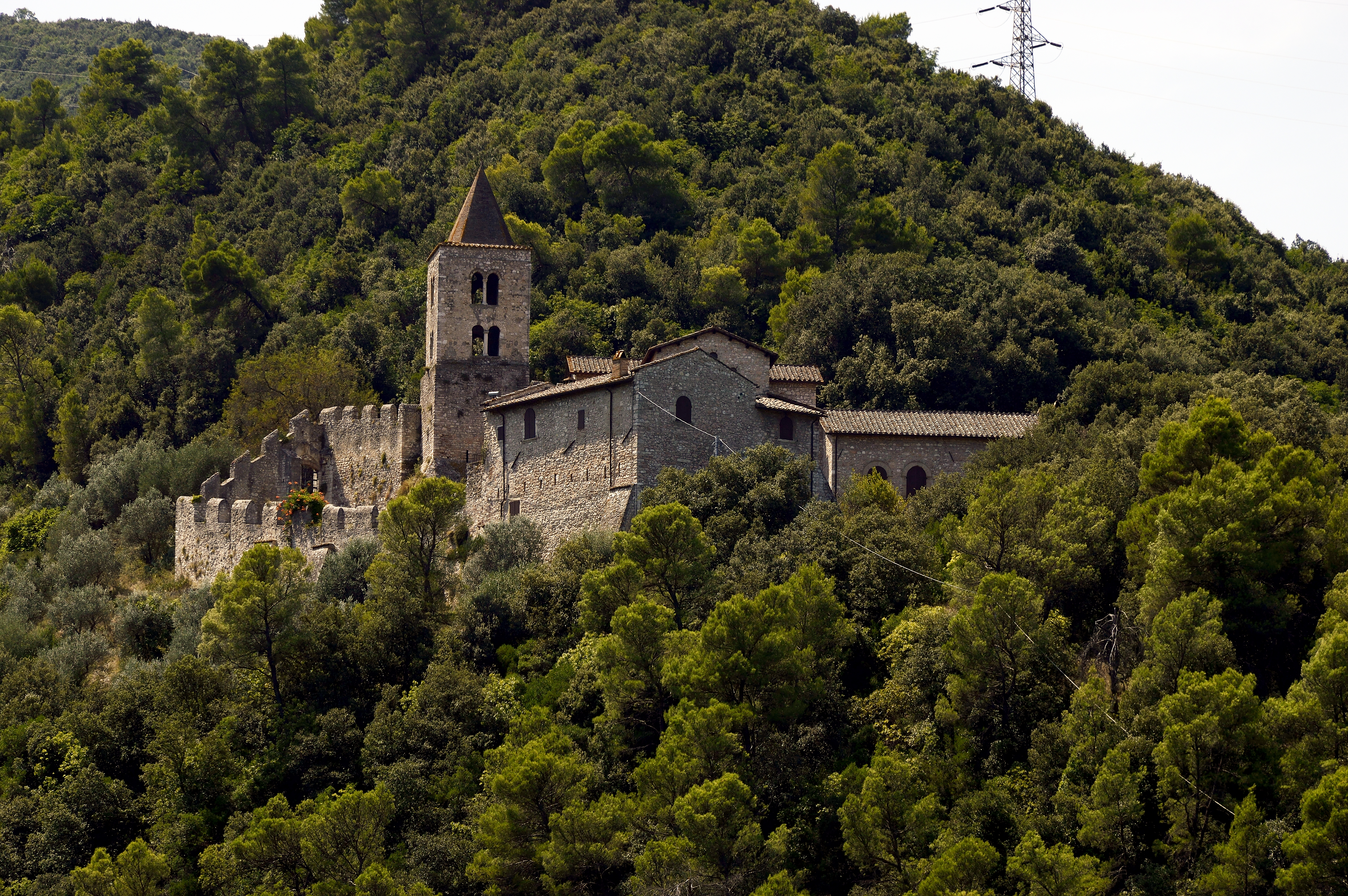
Opactwo San Cassiano w Narni
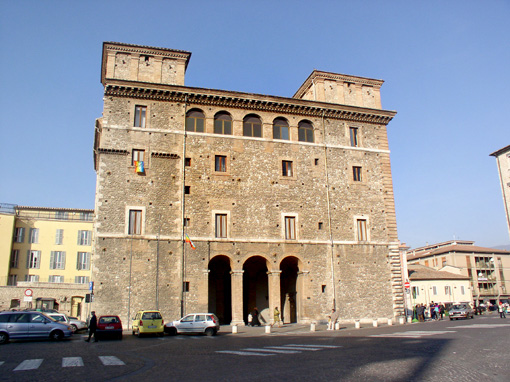
Palazzo Spada w Terni